# 卡羅利納非洲脂鯉
卡羅利納非洲脂鯉為輻鰭魚綱脂鯉目脂鯉亞目鮭脂鯉科的其中一種，為熱帶淡水魚，被IUCN列為易危保育類動物，分布於非洲幾內亞Niandan河流域，體長可達10.4公分，棲息在底中層水域，生活習性不明。

## 扩展阅读
維基物種上的相關：卡羅利納非洲脂鯉